# ポーション (ファイナルファンタジー)
ポーションとは、スクウェア・エニックスのファイナルファンタジーシリーズに登場するアイテム。また、これをイメージとしてサントリーフーズから商品化された清涼飲料水。

## ゲーム中でのポーション
本来ポーションは（薬などの）1服分を意味する単語であるが、ファイナルファンタジーシリーズでは「ポーション」自体で「HPを少量回復するアイテム」を意味している。他にハイポーション、エクスポーションなどの種類が存在する。関連アイテムとして、MPを回復させるエーテル、HPとMPを共に全回復させるエリクサーがシリーズに登場している。
現実では飲料水として販売されたが、ゲーム作品におけるポーションの形態は様々である。
- 患部に当てる薬
  - 『FFI』（FC版）では塗り薬という設定であり、使用時には「だれに　ぬったげましょか？」というメッセージが登場する。
  - 『DDFF』では使い方の一つとして「体にかける」が挙がっている[1]。
- 飲み薬
  - 『FFIII』のポーションは「飲むと回復する」という設定であり、専用のボトルに入っている[2]。
  - 『チョコボの不思議なダンジョン』ではモーグリのアトラが飲んで使用したり、「のむ」というコマンド名が表示されたりする。汎用的なフラスコ状のボトルに入っており、ポーションを使った後の空のボトルに別の薬を入れたり、別の薬が入っていたボトルにポーションを入れたりすることができる。
  - 『DDFF』では使い方の一つとして「飲む」が挙がっている[1]。
- （使用方法不明）
  - 『FFIV』では「謎の球体」のデザインをしており、攻略本にて球体のイラストが掲載されている[3]。
    - 『FFVII』の世界のポーションの形状は作品によって異なっており、球体として描かれることもある[4]。
    - 『クロノ・トリガー』も、この球体のデザインが採用されている[5]。

## 清涼飲料水としてのポーション

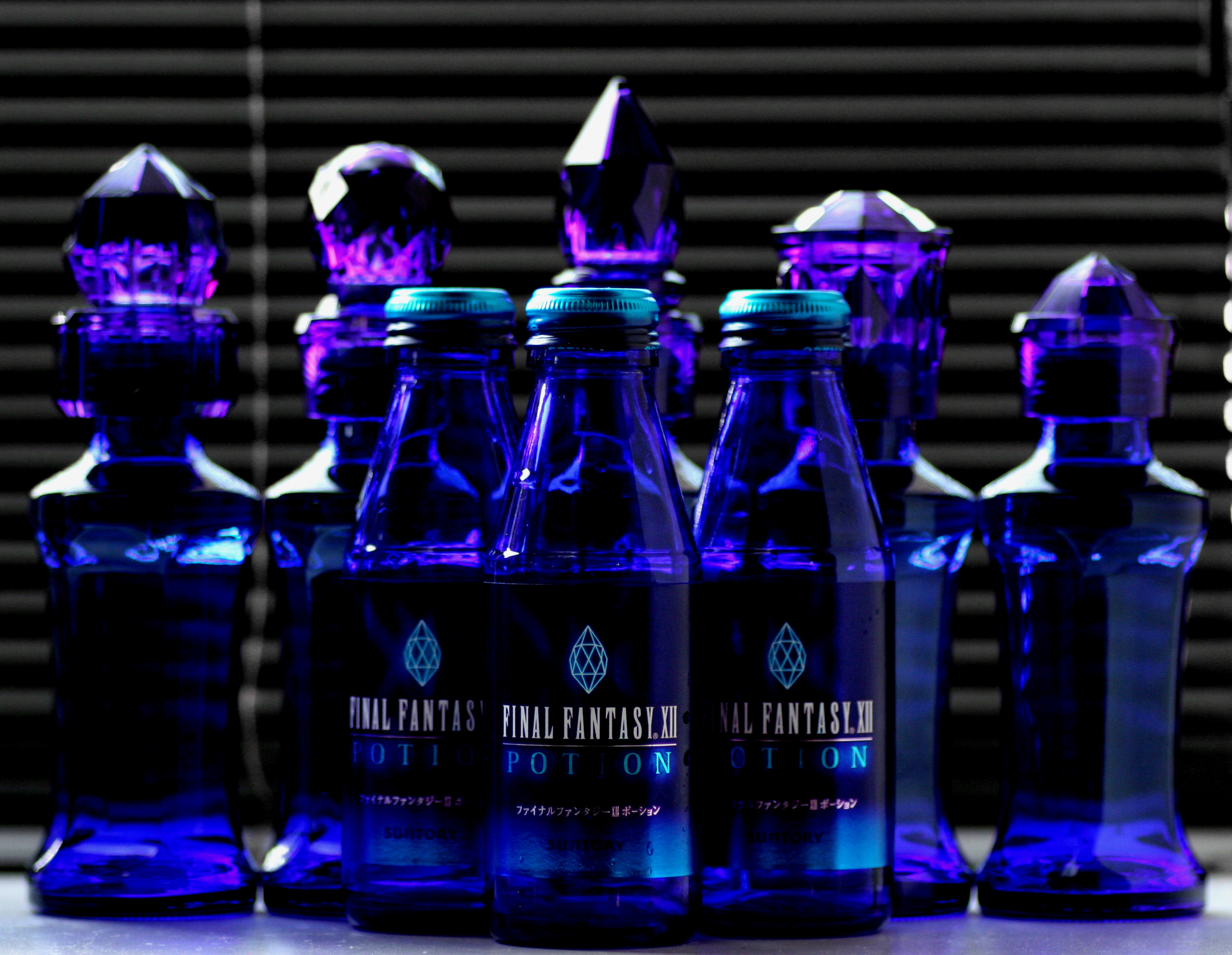
FINAL FANTASY XII POTION

### ファイナルファンタジーXII ポーション
2006年3月7日にサントリーとスクウェア・エニックスのコラボレーションでサントリーフーズから数量限定で発売された。ファイナルファンタジーシリーズの1作である『ファイナルファンタジーXII（以下FFXII）』（日本で2006年3月16日発売）に登場するアイテムとしてサントリーが2005年、スクウェア・エニックスとFFXIIに関するライセンス契約を締結し、清涼飲料に使用する権利を得て発売した。

#### 形状・特典
瓶は、通常版・プレミアムボトル共にクリスタルをイメージした濃いコバルトブルーの透明な素材となっている。
通常版
内容量120ml 価格200円
鉄骨飲料の色違いと思われる瓶に「FINAL FANTASY XII POTION」と書かれたラベルと原材料などが書かれたラベルが貼ってある。
プレミアムボトル
内容量100ml 価格630円（300万セット限定生産）
ラベルなどは一切貼っていなく通常版よりやや小ぶり、形状の異なる瓶を採用しており、箱で梱包されている。なお、プレミアムボトルが入ったプレミアムボックスには、プラスチックの飾り栓とイラストが描かれた「ファイナルファンタジーXII アートミュージアムカード」が同封された。この同封された飾り栓は全6種類、アートミュージアムカードは全27種類ある。

#### 内容
FFXII開発スタッフの監修のもと、エルダー、カモミール、セージ、タイム、ヒソップ、フェンネル、マジョラム、マンネンロウ、メボウキ、メリッサの“神秘的なイメージの10種類のハーブ素材”を配合し、“独特の風味を持つ爽やかな味わい”を実現している（いずれもメーカー談）。この他、原材料としてローヤルゼリー、プロポリス、着色料として青色1号が使われ、青色に着色されている。青色1号は安全性を問題視されることがあるが、許容量を超えて飲用しない限り問題ない。
肝心の味に関しては、前述のとおり独特の強い香りや後味がある。栄養ドリンクや風邪シロップに近い味と、ファンデーションのような香りと評されることが多い。また一部では香りがスカイブルー（親会社であるサントリーから発売のカクテル飲料）に酷似するとの指摘もある。

#### 評価
元々原作となるゲームでも、あくまで「体力を回復する薬」であり、「美味しい飲み物」という形容、表現は一切されていないため、敢えてゲームのイメージを尊重しわざと不味くしたという説もある。
最初からコレクターズアイテムの意味が強く、味は二の次という商品ではあったが、余りにもインパクトの激しい味は、良くも悪くも話題を呼び、数量限定販売であったポーションはまたたく間に完売となった。その人気ぶりは、現在でもインターネットオークションなどで取引されているほどである。

### ファイナルファンタジーVII ポーション
2007年9月13日に、『ファイナルファンタジーVII（以下FFVII）』の10周年記念として「FINAL FANTASY VII 10th ANNIVERSARY POTION」が発売され、さらに同年10月23日には缶にキャラクターがデザインされたものも発売され、同年11月27日にキャラクターフィギュア付きのポーションも発売される。
味は「ファイナルファンタジーXII ポーション」ほど特異なものではなく、一般的な炭酸飲料にごく近い。ただし、かすかにハーブなどによる独特の香りがある。
また、ゲーム本編におけるライフストリームを意識した着色がなされており、ブラックライトを当てると黄緑色に発光する。

#### 形状・特典
FINAL FANTASY VII 10th ANNIVERSARY POTION
2007年9月13日発売。内容量100ml 価格3790円。
『FFVII』に登場する架空の企業・神羅カンパニー製デザイン。神羅カンパニーのロゴがキャップに施されている。
「FINAL FANTASY VII 10th ANNIVERSARY ULTIMANIA」が付属している。77,777セット限定。
FINAL FANTASY VII POTION キャラクター缶
2007年10月23日発売。内容量350ml 価格191円。
缶に『FFVII』シリーズのキャラクターをデザインした炭酸飲料。
キャラクターデザインは全16種類。数量限定で発売。
FINAL FANTASY VII POTION with TRADING ARTS Mini
2007年11月27日発売。内容量350ml 価格934円。
『FFVII』シリーズのキャラクターがデザインされた缶に、キャラクターフィギュアが付属した炭酸飲料。
キャラクターフィギュアは全8種類。缶とフィギュアはランダムにセットされている。100万セット限定。

## 過去の商品化例
これ以前に、実際に「ポーション」と冠して実際に発売したものとしては「POTION：Relaxin' with FINAL FANTASY」と銘打った音楽作品が挙げられる（2001・2002年、デジキューブ。後年スクウェア・エニックスより再発売）。過去に発売されたアレンジヴァージョンやピアノコレクションなどから「癒し」をテーマに選曲した作品集である。第2弾としてFF1～4のアレンジ曲を収録した「POTION 2: Relaxin' with Final Fantasy」も発売されている。

### 収録曲
| POTION：Relaxin' with FINAL FANTASY | POTION 2: Relaxin' with Final Fantasy |
| --- | --- |
| 1. Tina 2. Kids Run Through the City 3. 水の巫女エリア 4. Melody of Lute 5. Eyes on Me 6. Tenderness in the Air 7. Fragments of Memories 8. Main Theme of Final Fantasy 4 9. Balamb GARDEN~Ami 10. Lenna’s Theme 11. The Successor 12. Music Box 13. Theme of Love 14. エアリスのテーマ 15. Welcome to Our Town 16. Rydia (初版) 、 Troian Beauty (再版) 17. 親愛なる友へ | 1. とどかぬ想い 2. 遠い日々の名残り 3. Gaia 4. Once You Meet Her 5. Nao Chora Menina 6. はるかなる故郷 7. Theme Of Love 8. 大森林の伝説 9. Into The Darkness 10. ｾﾘｽのﾃｰﾏ 11. Fisherman's Horizon 12. Melodies Of Life 13. Love Will Grow 14. Eyes On Me(Acoustic Guitar Version) |